# Jiblea Veche, Vâlcea
Jiblea Veche este o localitate componentă a orașului Călimănești din județul Vâlcea, Muntenia, România.

 Acest articol despre o localitate din județul Vâlcea este deocamdată un ciot. Puteți ajuta Wikipedia prin completarea lui.